# Sisyra punctata
Sisyra punctata är en insektsart som beskrevs av Banks 1909. Sisyra punctata ingår i släktet Sisyra och familjen svampdjurssländor. Inga underarter finns listade i Catalogue of Life.